# Zebra (czasopismo)
Zebra – periodyk graficzno-literacki redagowany w Krakowie. Pismo wydawane na fali popaździernikowej odwilży było poświęcone młodej literaturze i plastyce. Pierwsze dwa numery ukazały się pt. „Czarno na Białym”, pozostałe jako „Zebra”. W latach 1957–1958 wydano 20 numerów.
Przy oryginalnej szacie graficznej współpracowali m.in. Janusz Bruchnalski, Józef Szajna, Kazimierz Wiśniak i Roman Cieślewicz.
Z pismem związani byli młodzi poeci (w tym członkowie grupy poetyckiej Muszyna): Andrzej Bursa, Jerzy Harasymowicz, Teresa Socha-Lisowska, Tadeusz Sokół, Tadeusz Śliwiak oraz dziennikarz Jerzy Domański.